# Kocher (râu)
Kocher este un afluent de pe versantul drept al lui Neckar, ela are o lungime de 182 km. Numele lui are proveniență celtică „keu-k” (în traducere „Râul care are curburi”).

## Date geografice
Râul are izvorul în Baden-Württemberg la poalele masivului Schwäbische Alb, el ia naștere prin confluența la Unterkochen, a două ramuri (Schwarze Kocher și Weiße Kocher) care izvoresc dintr-o regiune carstică.  Schwarze Kocher curge printr-o regiune împădurită la nord-est de regiunea Albuch, el aduce între 50 și 4000 l/secundă. Unul din cei mai importanți a lui Schwarze Kocher este Rote Kocher care are în regiunea Härtsfeld un bazin hidrografic de 20 km2. La Unterkochen se unesc cele două ramuri principale a lui Kocher. De aici Kocherul curge spre nord-vest prin localitățile Aalen, Hüttlingen, Abtsgmünd, Gaildorf, Schwäbisch Hall spre Künzelsau, iar de aici mai departe spre vest prin Neuenstadt am Kocher și la Bad Friedrichshall se varsă în Neckar pe o porțiune lungă cursul lui este însoțit de Jagst un afluent a lui Neckar.

## Afluenți mai importanți
Lein, Rot, Bibers, Bühler, Kupfer, Ohrn, Brettach.

## Localități mai mari
Oberkochen, Unterkochen, Aalen, Hüttlingen, Abtsgmünd, Sulzbach-Laufen, Gaildorf, Schwäbisch Hall, Künzelsau, Neuenstadt am Kocher, Bad Friedrichshall